# Sódio
O sódio é um elemento químico de símbolo Na (Natrium em latim), de número atômico 11 (11 prótons e 11 elétrons), massa atômica 23 u (nº de protões + nº de neutrões). É um metal alcalino, sólido na temperatura ambiente, macio, untuoso, de coloração branca, ligeiramente prateada. Foi isolado em 1807 por Sir Humphry Davy por meio da eletrólise da soda cáustica fundida (se a eletrólise for feita com solução de soda cáustica, irá se obter hidrogênio e oxigênio apenas). O sódio metálico emprega-se em síntese orgânica como agente redutor. É também componente do cloreto de sódio (NaCl) necessário para a vida. É um elemento químico essencial.

## Principais características

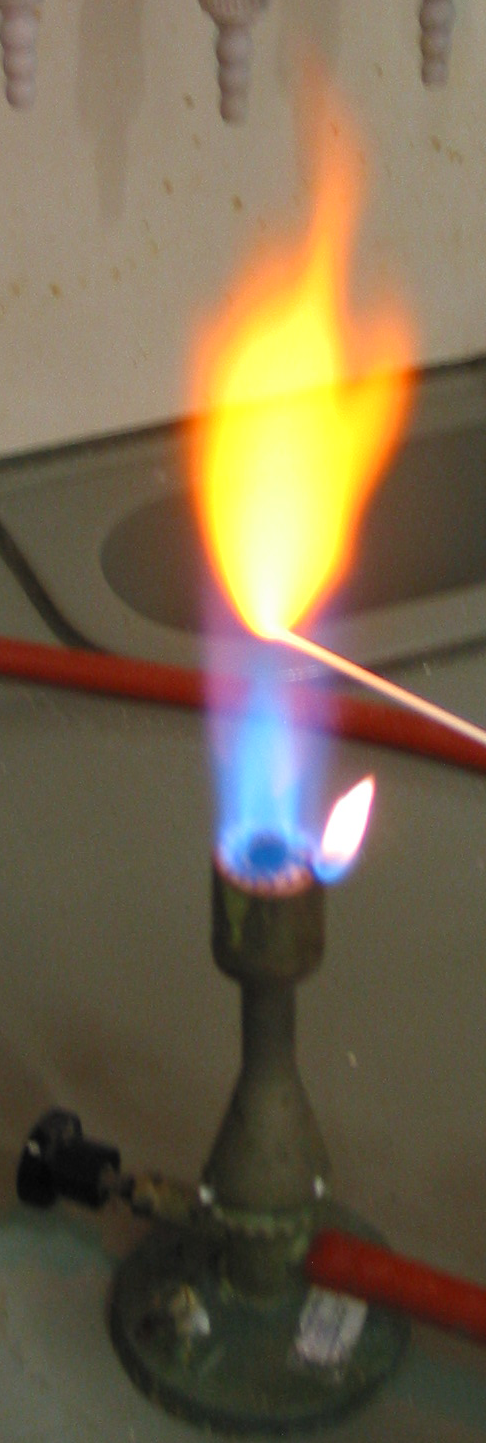
Sais de sódio quando expostos ao fogo emitem luz amarela

É muito abundante na natureza, encontrado no sal marinho e no mineral halita. No teste de chama arde na cor amarela. Na sua forma metálica é muito reativo, se oxida com o ar, reage violentamente com a água e é muito corrosivo quando entra em contato com a pele.
Não é encontrado livre na natureza, pois decompõe a água produzindo um hidróxido com desprendimento de hidrogênio.

## História
O cátion sódio (do italiano soda = sem sabor) é conhecido em diversos compostos. Foi isolado em 1807 por Sir Humphry Davy através da eletrólise da soda cáustica. Na Europa medieval era empregado como remédio para as enxaquecas um composto de sódio denominado sodanum. O símbolo do sódio (Na), provém de natron (ou natrium, do grego nítron) nome que recebia antigamente o carbonato de sódio.

## Aplicações
O sódio metálico emprega-se em síntese orgânica como agente redutor, também é essencial para o corpo humano, o sódio é responsável pelos movimentos e ligamentos dos músculos.
- Em ligas antiatrito com o chumbo para a produção de balas (projéteis). Com o chumbo também é usado para a produção de aditivos antidetonantes para as gasolinas;
- Na fabricação de detergentes combinando-o com ácidos graxos;
- Na purificação de metais fundidos;
- A liga NaK é empregada como transferente de calor. O sódio também é usado como refrigerante;
- É empregado na fabricação de células fotoelétricas;
- Na iluminação pública, através das lâmpadas de vapor de sódio;
- Na produção de diversos reagentes químicos, como o peróxido de sódio e o cianeto de sódio;
- Na indústria de borracha sintética;
- Na obtenção de titânio e zircônio a partir dos seus cloretos ou óxidos.[3]

## Papel biológico

### Manutenção do potencial elétrico da membrana celular
Os cátions de sódio são importantes para a correta função dos neurônios e de diversas outras células animais. O sódio é o principal cátion do líquido extracelular (líquido corporal que está fora das células), onde está numa concentração muito maior do que no compartimento intracelular. Essa diferença de concentração se deve principalmente à existência da bomba de sódio e potássio, e são esses dois eletrólitos os maiores responsáveis pelo potencial de ação celular em animais.

## Abundância e obtenção

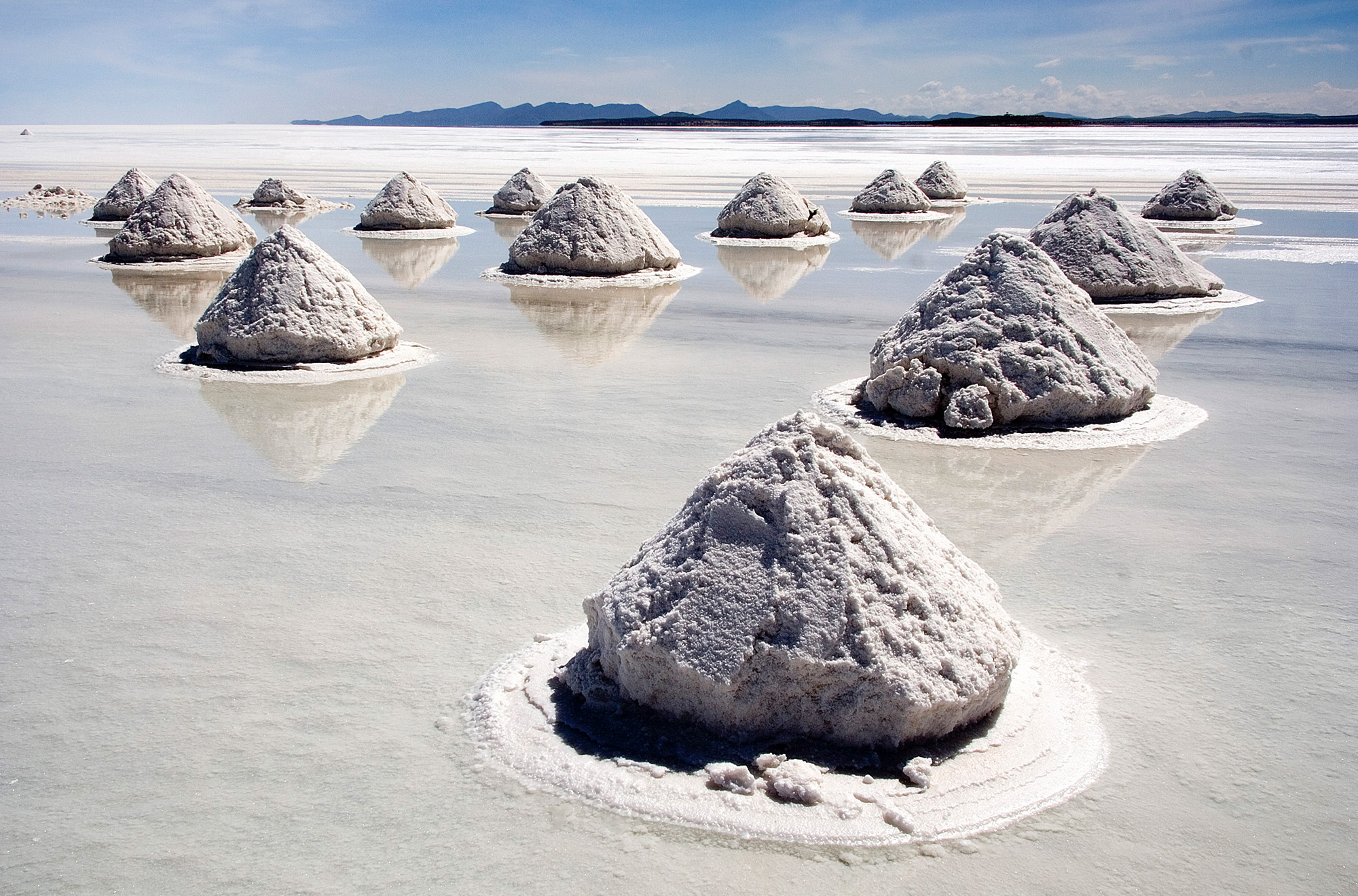
Depósitos de NaCl

O sódio é relativamente abundante nas estrelas, detectando-se sua presença através da linha D do espectro solar, situada aproximadamente no amarelo. A crosta terrestre contém aproximadamente 2,6% de sódio, sendo o quarto elemento mais abundante e o mais comum entre os metais alcalinos.
Atualmente é obtido pela eletrólise ígnea do cloreto de sódio fundido a 808 graus célsius, procedimento mais econômico que os usados anteriormente. É um metal barato.
O composto mais abundante de sódio é o cloreto de sódio, o sal comum de cozinha. Também se encontra presente em diversos minerais como anfíbolas, trona, halita, zeólitos e outros.

## Compostos
Os compostos de sódio de maior importância industrial e comercial são:
- Carboneto de sódio - carboneto metálico (Na2C2);
- Cloreto de sódio- sal comum (NaCl);
- Carbonato de sódio (Na2CO3);
- Bicarbonato de sódio (NaHCO3);
- Hidróxido de sódio - soda cáustica (NaOH);
- Nitrato de sódio - salitre de Chile (NaNO3);
- Sulfato de sódio - Chamado de sal de Glauber quando deca-hidratado (Na2SO4.10H20);
- Tiossulfato de sódio penta-hidratado (Na2S2O3 . 5H2O);
- Bórax (Na2B4O7 · 10H2O).

## Isótopos
Há treze isótopos do elemento sódio conhecidos. O único estável é o 23Na. O sódio possui dois isótopos radioativos cosmogênicos: 22Na e 24Na. O primeiro com períodos de semidesintegração de 2605 anos e o segundo de aproximadamente 20 horas.

## Precauções
Na forma metálica o sódio é explosivo, e em contato com água é venenoso quando combinado com muitos outros elementos. O metal deve ser sempre manipulado com muito cuidado e, armazenado em atmosfera ou fluidos inertes (normalmente se usam os hidrocarbonetos desidratados, como o querosene) evitando o contato com a água e outras substâncias com os quais o sódio reage.
O uso de óculos de proteção é sempre necessário, pois seus estilhaços, se houver, podem reagir violentamente com o fluido lacrimal.
Em caso de contato com a pele, jamais deve lavar-se com água mas sim com álcool, até a completa remoção do metal e posteriormente, tratar como uma queimadura por álcali cáustico, como o hidróxido de sódio.
Sua eliminação é sempre feita em álcool etílico, com o qual reage lentamente, formando alcoolato que posteriormente pode ser eliminado com água em uma reação muito menos enérgica.